# 摩天楼ブルース (映画)
『摩天楼ブルース』（まてんろうブルース、原題：Defiance）は、1980年制作のアメリカ合衆国のアクション映画。ジェリー・ブラッカイマー製作。

## あらすじ
二等航海士のトミーは勤務中に一等航海士といさかいを起こしたため、6カ月の停職処分を受けてしまう。彼は知り合いのバーテンダーの紹介で、ロウアー・イースト・サイドのバロー・ストリートという薄汚れた町にある安アパートで次の船が決まるまで待つことになった。
トミーは上の階に住むマーシャという美女や雑貨屋の主人エイブと知り合いになるが、この町はエンジェルをリーダーとする“ソール団”というチンピラの一味が傍若無人の限りを尽くしており、住人たちは苦しめられていた。そして意を決して告発を決意したエイブがソール団に襲われてしまう。やがて卜ミーも、ソール団の一味を叩きのめしたことでエンジェルの恨みを買うことに。
そしてついに卜ミーの次の船が決まり、彼は町を去ることになったがその矢先、トミーが慕っていたワコーがソール団に殺されたことで復讐を誓って船を下り、闘いを挑む。

## キャスト
| 役名         | 俳優                           | 日本語吹替                                                                                      |
| 役名         | 俳優                           | テレビ朝日版                                                                                    |
| ------------ | ------------------------------ | ----------------------------------------------------------------------------------------------- |
| トミー       | ジャン＝マイケル・ヴィンセント | 津嘉山正種                                                                                      |
| マーシャ     | テレサ・サルダナ               | 戸田恵子                                                                                        |
| エイブ       | アート・カーニー               | 久米明                                                                                          |
| エンジェル   | ルディ・ラモス                 | 勝部演之                                                                                        |
| カーマイン   | ダニー・アイエロ               | 神山卓三                                                                                        |
| キッド       | フェルナンド・ロペス           | 野沢雅子                                                                                        |
| ワコー       | レニー・モンタナ               | 今西正男                                                                                        |
| カレンスキー | ジョセフ・カンパネラ           | 寺島幹夫                                                                                        |
| 不明 その他  |                                | 矢田耕司 笹岡繁蔵 池田勝 藤城裕士 杉田俊也 青野武 木原正二郎 たてかべ和也 荘司美代子 向殿あさみ |
|              |                                |                                                                                                 |
| 演出         | 演出                           | 山田悦司                                                                                        |
| 翻訳         | 翻訳                           | 鈴木導                                                                                          |
| 効果         | 効果                           | PAG                                                                                             |
| 調整         | 調整                           | 山田太平                                                                                        |
| 制作         | 制作                           | 東北新社                                                                                        |
| 解説         | 解説                           | 淀川長治                                                                                        |
| 初回放送     | 初回放送                       | 1981年12月6日 『日曜洋画劇場』                                                                  |